# Cathartes
Chi Cathartes bao gồm các loài chim ăn thịt có kích thước từ trung bình đến lớn thuộc họ Cathartidae (Kền kền Tân Thế giới). Có 3 loài trong chi này chủ yếu ở châu Mỹ.

## Hình ảnh

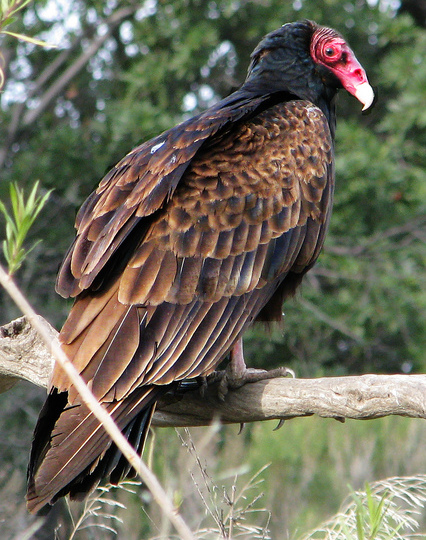
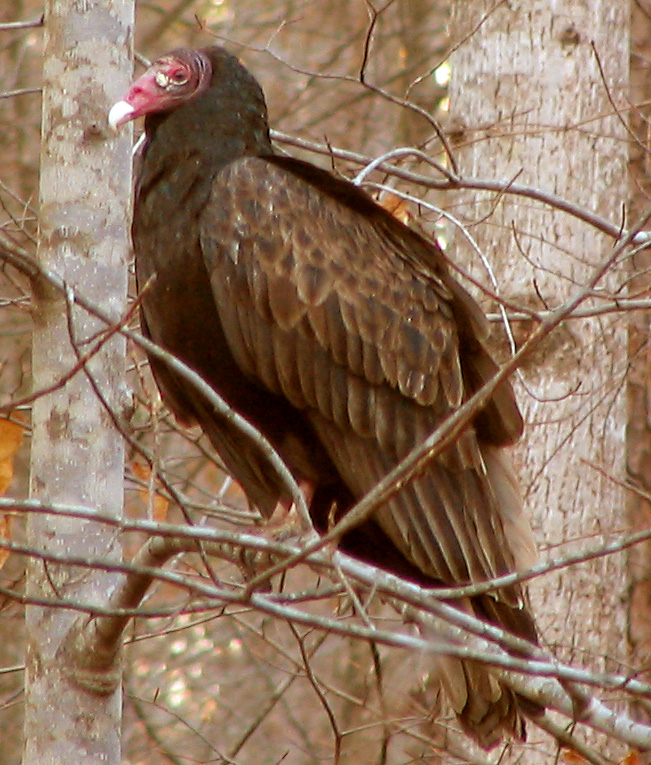
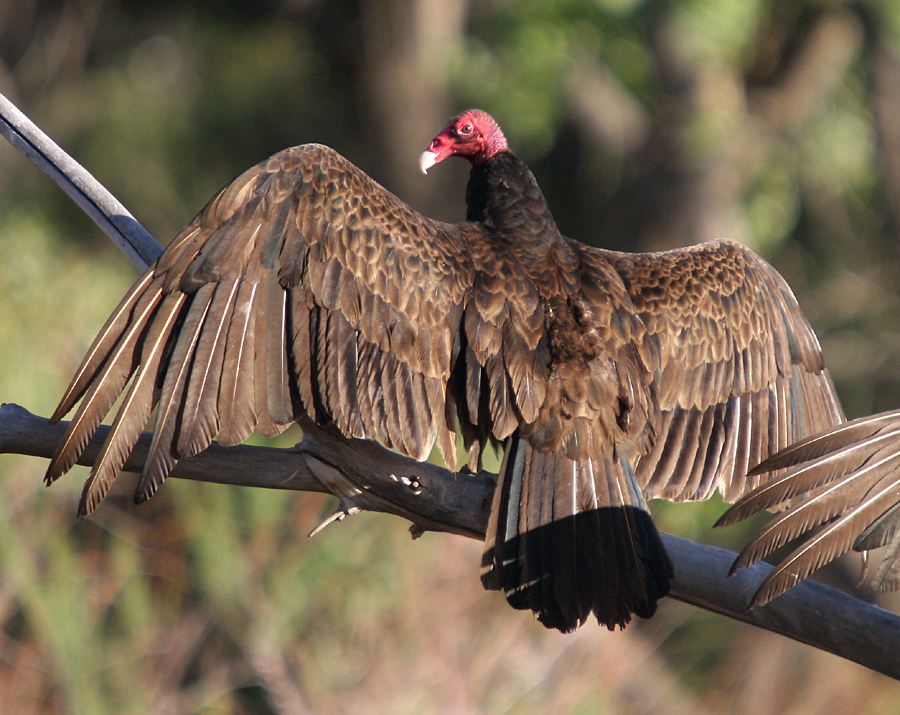
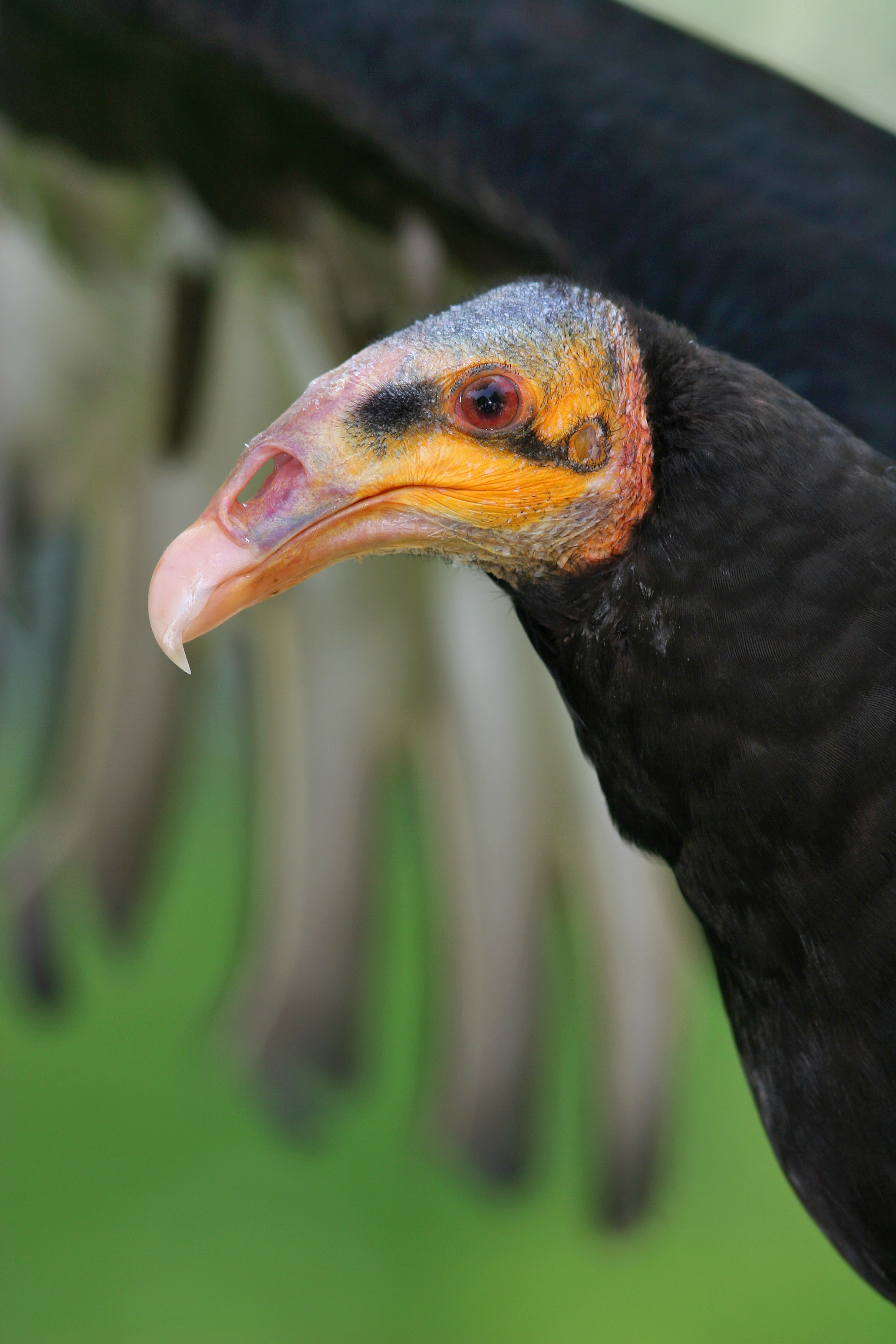
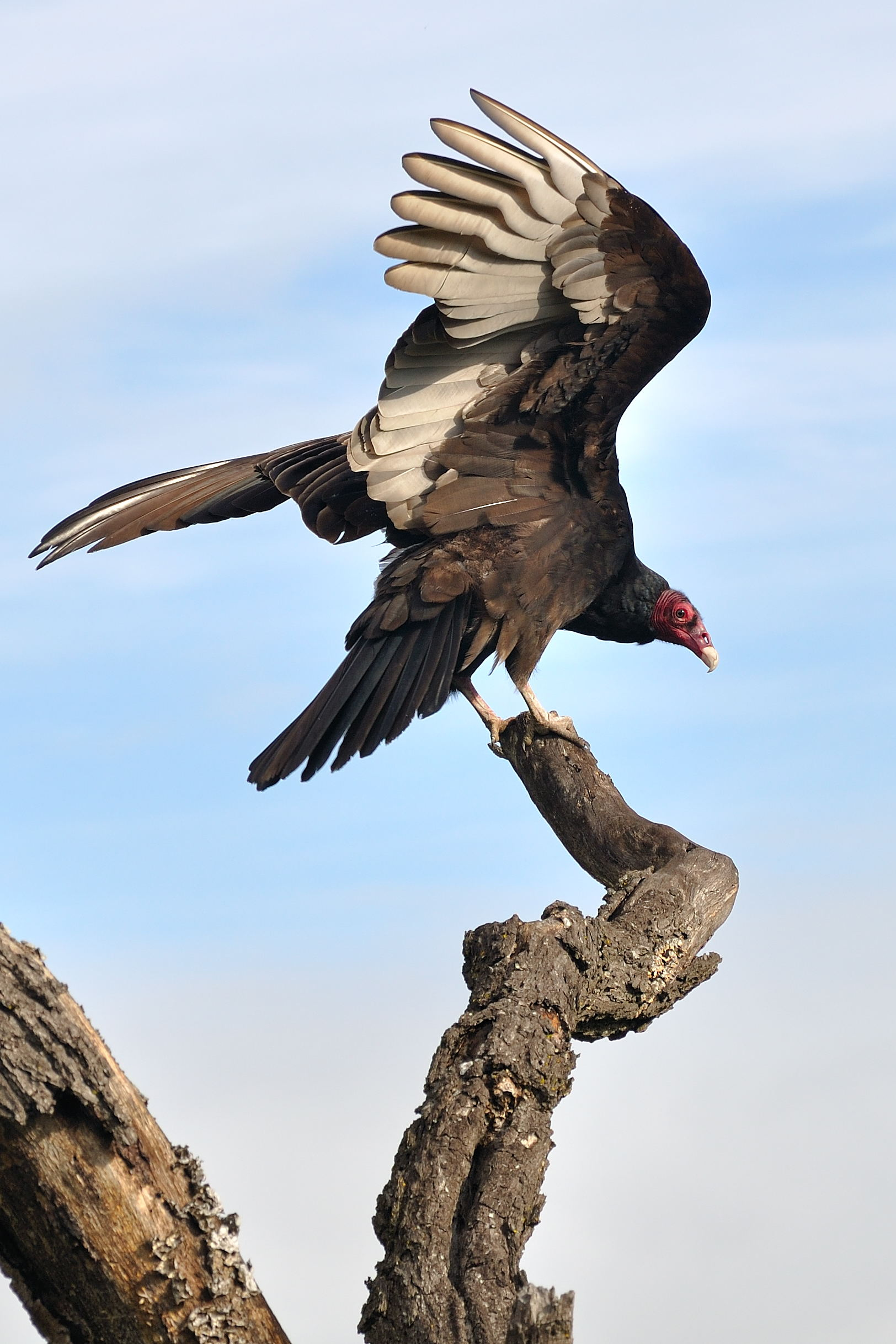
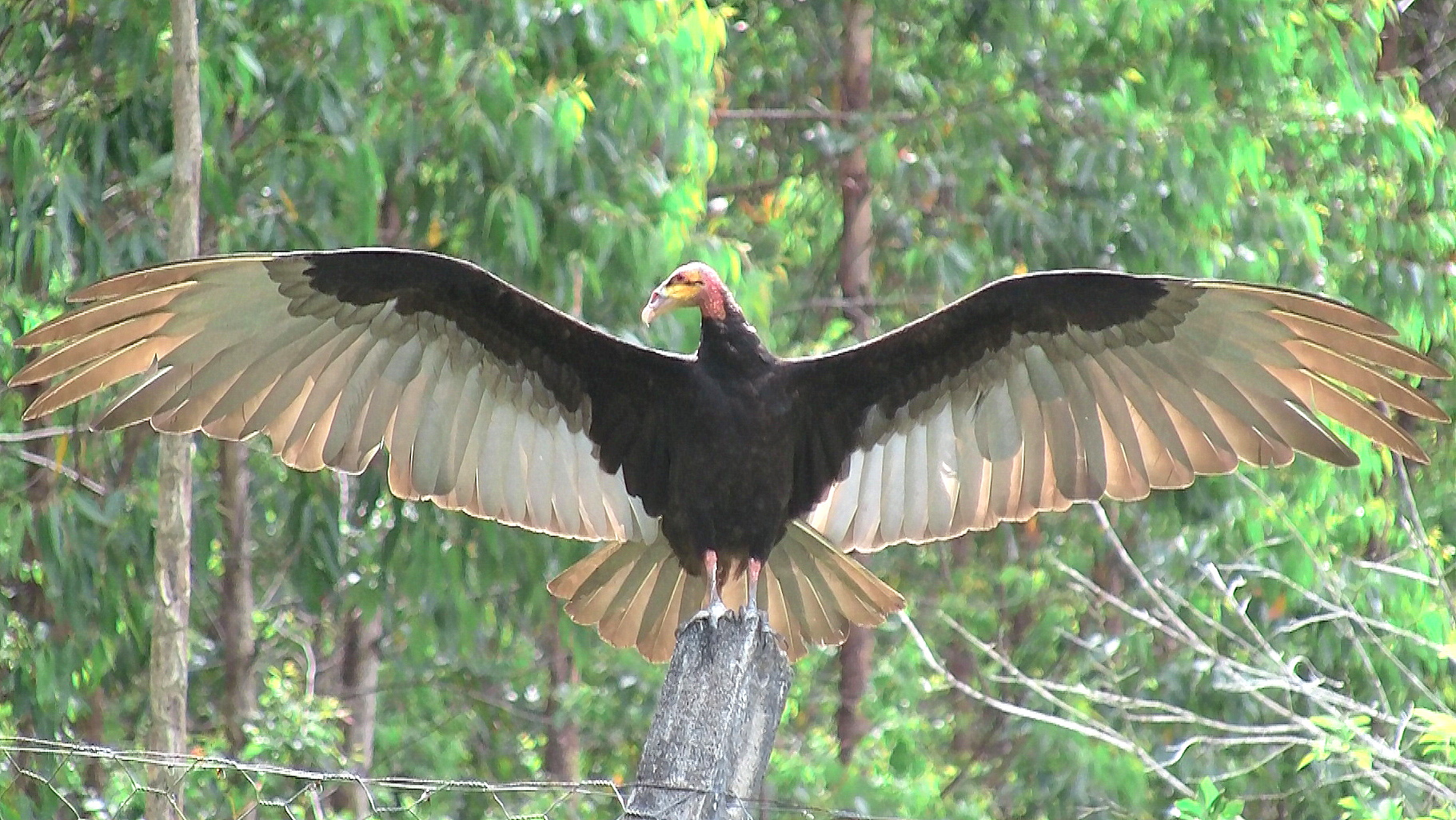